# Johannes Döller

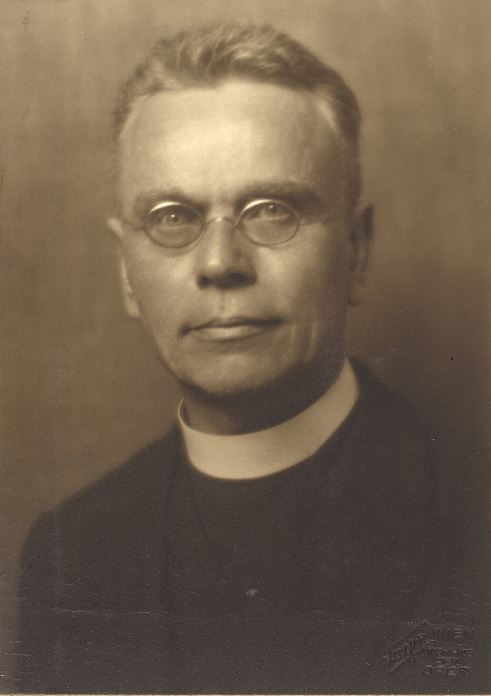
Johannes Döller

Johannes Döller (* 27. April 1868 in Thuma; † 31. August 1928 in Raabs an der Thaya) war ein österreichischer  römisch-katholischer Theologe (Alttestamentler) und Geistlicher.

## Biographie
Nach der Matura am Gymnasium in Seitenstetten studierte er im Priesterseminar St. Pölten. Nach der Priesterweihe 1891 studierte er Theologie an der Universität Wien. Nach der Promotion 1895 zum Doktor der Theologie wurde er Sekretär und Zeremoniär des St. Pöltener Bischofs Johannes Baptist Rößler. Nach der Konkursprüfung lehrte er ab 1897 als Professor Bibelstudien und orientalische Sprachen an der theologischen Lehranstalt St. Pölten. Er habilitierte sich 1904 an der Universität Wien für Alttestamentarisches Bibelstudium und Orientalische Sprachen. 1905 wurde er auf die Professur für Bibelstudien berufen. Er war 1908/1909, 1912/1913 und 1921/1922 Dekan der Katholisch-Theologischen Fakultät. 1923/1924 amtierte er als Rektor der Universität Wien.

## Werke
- Kompendium der Hermeneutik, 1898 (3. Aufl. 1914).
- Rhythmus, Metrik und Strophik in der biblisch-hebräischen Poesie, 1899.
- Bibel und Babel oder Babel und Bibel, 1903.
- Geographische und ethnographische Studien zum III. und IV. Buch der Könige (Habilitationsschrift), 1904.
- Die Bedeutung des alttestamentarischen Bibelstudiums und seiner Pflege an der theologischen Fakultät der k. k. Universität Wien (Antrittsvorlesung), 1905.
- Hermeneutica Bibliotheca, 1905.
- Abraham und seine Zeit, 1909.
- Die Messiaserwartung im Alten Testament, 1914 (3. Aufl. 1921).
- Die Reinheits- und Speisegesetze des Alten Testaments in religionsgeschichtlicher Beleuchtung, 1917.
- Das Weib im Alten Testament, 1920.
- Die Wahrsagerei im Alten Testament, 1923.
- Das Alte Testament im Lichte neuer Funde (Inaugurationsrede als Rektor), 1923.